# Llista d'aerolínies de Moçambic
Aquesta és una llista d'aerolínies que operen a Moçambic.
| Aerolínia                   | Imatge | IATA | ICAO | Indicatiu          | Inici d' operacions | Notes              |
| --------------------------- | ------ | ---- | ---- | ------------------ | ------------------- | ------------------ |
| Kaya Airlines               |        |      | TWM  |                    | 1991                | abans Transairways |
| Linhas Aéreas de Moçambique |        | TM   | LAM  | MOZAMBIQE          | 1936                |                    |
| Moçambique Expresso         |        |      | MXE  | MOZAMBIQUE EXPRESS | 1995                |                    |